# Episodi di Faber l'investigatore (settima stagione)
La settima stagione della serie televisiva Faber l'investigatore è stata trasmessa in anteprima in Germania da ARD tra il 13 novembre 1996 e il 11 giugno 1997.
| nº | Titolo originale           | Titolo italiano | Prima TV Germania | Prima TV Italia |
| -- | -------------------------- | --------------- | ----------------- | --------------- |
| 1  | Kinderspiel                |                 | 13 novembre 1996  |                 |
| 2  | Ein Maulwurf               |                 | 20 novembre 1996  |                 |
| 3  | Blutspur                   |                 | 27 novembre 1996  |                 |
| 4  | Die Kündigung              |                 | 4 dicembre 1996   |                 |
| 5  | Die Tochter des Polizisten |                 | 11 dicembre 1996  |                 |
| 6  | Der Weihnachtsmann ist tot |                 | 18 dicembre 1996  |                 |
| 7  | Ganz in weiß               |                 | 8 gennaio 1997    |                 |
| 8  | Sprinter                   |                 | 15 gennaio 1997   |                 |
| 9  | Fuß in der Tür             |                 | 22 gennaio 1997   |                 |
| 10 | Verbrannt                  |                 | 29 gennaio 1997   |                 |
| 11 | Ganovenehre                |                 | 5 febbraio 1997   |                 |
| 12 | Post für Mike              |                 | 12 febbraio 1997  |                 |
| 13 | Jäger und Gejagte          |                 | 19 febbraio 1997  |                 |
| 14 | Klassentreffen             |                 | 5 marzo 1997      |                 |
| 15 | Bobby Gilles               |                 | 12 marzo 1997     |                 |
| 16 | Hütchenspiel               |                 | 19 marzo 1997     |                 |
| 17 | Lebensabend                |                 | 26 marzo 1997     |                 |
| 18 | Ohne Ausweg                |                 | 9 aprile 1997     |                 |
| 19 | Bleichgesicht              |                 | 16 aprile 1997    |                 |
| 20 | Vaterfreuden               |                 | 23 aprile 1997    |                 |
| 21 | Speedy in Schwierigkeiten  |                 | 7 maggio 1997     |                 |
| 22 | Rumpi Menden               |                 | 14 maggio 1997    |                 |
| 23 | Rebeccas Vater             |                 | 21 maggio 1997    |                 |
| 24 | Gefahr für Becker          |                 | 28 maggio 1997    |                 |
| 25 | Ein Toter in flagranti     |                 | 4 giugno 1997     |                 |
| 26 | Beckers letzter Fall       |                 | 11 giugno 1997    |                 |